# Christopher Guard
Christopher Guard (Londra, 5 dicembre 1953) è un attore britannico, attivo in campo teatrale e cinematografico.

## Biografia
Figlio degli attori Philip Guard e Charlotte Mitchell, Christopher Guard è il fratello dell'attore Dominic Guard e cugino dell'attrice Pippa Guard. Si è unito alla compagnia del Royal National Theatre all'età di vent'anni ed ebbe modo di ricoprire ruoli come Paride in Romeo e Giulietta e Francisco ne La tempesta in scena all'Old Vic. Precedentemente aveva fatto il suo debutto nel West End londinese nel musical Albert and I nel 1972. Nel 1977 recitò accanto ad Elizabeth Taylor in Gigi per la regia di Harold Prince, mentre nel 1978 prestò la voce a Frodo Baggins nel film d'animazione Il Signore degli Anelli.
È stato sposato con l'attrice Lesley Dunlop, da cui ha avuto le due figlie Daisy e Rosie, ed è attualmente impegnato in una relazione con Cathy Shipton, da cui nel 2001 ha avuto la figlia Tallullah.

## Filmografia parziale

### Cinema
- Gigi (A Little Night Music), regia di Harold Prince (1973)

### Televisione
- Dixon of Dock Green - serie TV, 1 episodio (1966)
- Z Cars - serie TV, 1 episodio (1972)
- Io Claudio imperatore - serie TV, 1 episodio (1976)
- La duchessa di Duke Street - serie TV, 1 episodio (1977)
- Eddie Shoestring, detective privato - serie TV, 1 episodio (1979)
- I Professionals - serie TV, 1 episodio (1980)
- Agatha Christie: Caccia al delitto, film TV (1986)
- Doctor Who - serie TV, 3 episodi (1988)
- Casualty - serie TV, 7 episodi (1993)
- Le avventure di Sherlock Holmes - serie TV, 1 episodio (1994)
- Bugs - Le spie senza volto - serie TV, 1 episodio (1997)
- Metropolitan Police - serie TV, 1 episodio (1998)
- Poirot - serie TV, 1 episodio (2000)
- Scuola di streghe - serie TV, 1 episodio (2000)
- Doctors - serie TV, 1 episodio (2001)

### Doppiaggio
- Il Signore degli Anelli (The Lord of the Rings), regia di Ralph Bakshi (1978)

## Doppiatori italiani
- Riccardo Rossi ne Le avventure di Sherlock Holmes
- Roberto Del Giudice ne Il signore degli Anelli